# محمد يوسف جلال
محمد يوسف جلال (ولد في 1920 في المحرق، البحرين - توفي في 4 أبريل 2017 في العدلية، البحرين) رجل أعمال وسياسي بحريني.

## النشأة والتعليم
وُلد في مدينة المحرق سنة 1920 لأسرة معروفة وترجع أصولها إلى منطقة نجد في المملكة العربية السعودية.
تعلم في مدرسة الهداية الخليفية وواصل دراسته في الهند.

## المسيرة التجارية
بدأ العمل في قطاع الأعمال منذ عام 1947 عبر تأسيس الشركة المعروفة مجموعة محمد جلال. خلال نصف قرن تطورت الشركة التي يرأسها لتصبح واحدة من الشركات التجارية العائلية المرموقة في البحرين وساهمت بشكل كبير في تطوير البلاد. ترأس جلال الشركة العائلية ويشكل هو وأولاده مجلس الأسرة. تعمل مجموعة جلال في العديد من القطاعات الرئيسية بما في ذلك: البناء، النفط والغاز، التعاقد، الهندسة، التجارة، حلول وخدمات تكنولوجيا المعلومات، الأغذية والمشروبات، السفر، التصميم الداخلي، المصاعد والسلالم المتحركة، تنقية المياه، خدمات الأمن، وإدارة المرافق والعقارات. تعمل عدد من شركات مجموعة محمد جلال في عدد من الدول الخليجية بما في ذلك السعودية والإمارات والكويت وسلطنة عمان وقطر. لدى المجموعة العديد من الوكالات العالمية مثل: شندلر وجنرال إلكتريك وسوزوكي والشركة البريطانية الأمريكية للتبغ وبوتزميستر. كان له دور بارز مع زملائه من التجار في الحصول على موافقة ودعم سلمان بن حمد آل خليفة لإنشاء أول بنك وطني ما أدى إلى تأسيس بنك البحرين في سنة 1957 والذي أصبح الآن بنك البحرين الوطني. ساهم في الحصول على أول موافقة في مملكة البحرين لفتح فرع لبنك عربي في بداية ستينيات القرن العشرين. ساهم مع مجموعة من التجار ورجال الأعمال في تأسيس الكثير من الشركات والبنوك التجارية مثل البنك الأهلي وإنفستكورب وشركة الاستيراد والتصدير وخدمات مطار البحرين (باس) وشركة البحرين للسياحة وترأس بعضها. كانت له بصمات بارزة عندما ترأس غرفة تجارة وصناعة البحرين للفترة من 22 أبريل 1974 إلى 21 أبريل 1985. ساهم في تأسيس الجمعية الخيرية وجمعية الهلال الأحمر البحريني.

## المسيرة السياسية
انضم إلى هيئة الاتحاد الوطني ضمن 128 شخصية بارزة في خمسينات القرن العشرين وذلك لتوحيد صفوف شعب البحرين ومقاومة المحتل الإنجليزي.
تم تعيينه عضوا في مجلس المعارف (وزارة التربية والتعليم) في عام 1957 تحت رئاسة خليفة بن سلمان بن حمد آل خليفة وعضوية عطية الله بن عبد الرحمن آل خليفة وحمد جاسم كانو وراشد عبد الرحمن الرياني وصادق محمد البحارنة وخالد بن حمد آل خليفة وعبد الله بن خميس الشروقي.

## المسيرة الرياضية
تولى جلال منصب المدير الإداري في نادي المحرق خلال خمسينات وستينات القرن العشرين.

## الوفاة
توفي جلال في 4 أبريل 2017 عن عمر ناهز 97 سنة في منزله بمنطقة العدلية في محافظة العاصمة ودفن في اليوم التالي في مقبرة المحرق.

## الحياة الشخصية
متزوج ولديه جلال، أحمد، سامي، فؤاد، لولوة، فوزية، صفية وهناء.